# Hugh Clapperton
Hugh Clapperton (ur. 18 maja 1788 w Annan, w Szkocji, zm. 13 kwietnia 1827 w Sokoto, w Afryce) – szkocki oficer marynarki, badacz północnej i zachodniej Afryki.

## Wczesne lata
Był synem lekarza-chirurga. Jako nastolatek zaciągnął się na statek handlowy w charakterze chłopca kabinowego, by następnie wstąpić do Royal Navy. W roku 1820 uzyskał stopień porucznika marynarki, służąc w Kanadzie na wodach Wielkich Jezior, a następnie na Dalekim Wschodzie. Jeszcze w tym samym roku otrzymał rozkaz wzięcia udziału w finansowanej przez władze brytyjskie ekspedycji do Afryki zachodniej. Ekspedycja ta znana pod kryptonimem "Misja Bornu" miała na celu przebadanie biegu i odkrycie źródeł rzeki Niger.

## Pierwsza wyprawa
W październiku 1821 r. Clapperton wraz z mianowanym szefem ekspedycji Walterem Oudneyem, lekarzem okrętowym i botanikiem, udali się z Londynu do Trypolisu w dzisiejszej Libii, gdzie dołączyli do reszty ekipy, na czele której zastali oficera armii brytyjskiej Dixona Denhama. 
Z Trypolisu wyprawa ruszyła przez pustynię saharyjską docierając w kwietniu 1822 do Murzuku. Tam napotkali pierwsze trudności – bej Murzuku nie chciał ich przez kilka miesięcy puścić dalej, ale w końcu (prawdopodobnie przekupiony) ustąpił. 
Po opuszczeniu Murzuku ekspedycja posuwała się przez obszary Fezzanu, a następnie skierowała się na zachód, w kierunku Ghat, badając przy okazji pasmo górskie Ahaggar leżące dziś w południowej Algierii. Stamtąd Clapperton, Oudney i Denham skierowali się na południe, w stronę górnego biegu Nigru, przemierzając tereny dzisiejszego Nigru i ówczesnego królestwa Bornu na obszarze dzisiejszej Nigerii. 4 lutego 1823 dotarli do jeziora Czad, będąc pierwszymi Europejczykami, którzy zapędzili się tak daleko w głąb kontynentu afrykańskiego.
W grudniu tego samego roku uczestnicy wyprawy opuścili Kukę (dzisiaj miasto Kukawa w Nigerii), stolicę Bornu i rozdzielili się – Denham pozostał w okolicach Jeziora Czad, a Clapperton i Oudney ruszyli na południowy zachód, by zbadać nieznany dotąd region Nupe i dowieść, że rzeka Niger uchodzi do Zatoki Gwinejskiej i nie jest (wbrew utartym poglądom) źródłem Nilu.
Obaj podróżnicy wędrowali przez północnonigeryjski region Hausa, docierając do ważnego ośrodka karawanowego Kano w styczniu 1824. Tam Oudney zmarł na zapalenie płuc, a Clapperton udał się w dalszą podróż, docierając do miasta Sokoto, gdzie spotkał się z silnym oporem lokalnych kacyków muzułmańskich obawiających się, że obecność Brytyjczyków w rejonie Zatoki Gwinejskiej może zagrozić ich intratnemu handlowi żywym towarem. Zmuszony do zawrócenia bez zdobycia podstawowych wiadomości o rzece Niger wrócił wraz z Denhamem do Trypolisu, skąd – w czerwcu 1825 – dotarli do Londynu. Ich sprawozdanie dla rządu brytyjskiego i Towarzystwo Afrykańskie (które wciąż oczekiwało na doniesienia od niemieckiego badacza Hornemanna zaginionego przed dwudziestu laty) spowodowało wysłanie Clappertona raz jeszcze do Afryki.

## Wyprawa druga i ostatnia
Awansowany do stopnia kapitana Clapperton wyruszył w sierpniu tego samego roku do Zatoki Gwinejskiej. Tym razem postanowił zbadać bieg Nigru od południa i dotrzeć do Timbuktu. Członkami wyprawy byli tym razem Richard Lemon Lander i przewodnik z plemienia Hausa William Pascoe.
Po wylądowaniu w pobliżu dzisiejszego Lagos w listopadzie 1825 roku członkowie ekspedycji ruszyli na północ, w kierunku ziem starożytnego królestwa Joruba. Maszerowali przez Benin, obszar cieszący się złą sławą ze względu na choroby tropikalne. Wkrótce też większość europejskich uczestników wyprawy była chora. Jedynie Clapperon i Lander mogli o własnych siłach dotrzeć do stolicy Youraby, Katunga w styczniu 1826. W dwa miesiące później dotarli do Bussy nad brzegiem Nigru. Stamtąd wrócili do Sokoto, gdzie odpoczywali przez niemal cały rok bezskutecznie próbując znaleźć przewodników, którzy doprowadziliby ich do Timbuktu, skąd zamierzali spłynąć Nigrem aż do ujścia.
W Sokoto Clapperon zachorował na dyzenterię i zmarł w 1827 roku. Lander wrócił do Kano, a następnie do Anglii, dostarczając do Londynu zapiski zmarłego.

## Zapiski
Notatki ze wszystkich podróży Clapperona do Afryki zostały opublikowane w Anglii pośmiertnie. W roku 1828 ukazała się jego praca Narrative of Travels and Discoveries in Northern and Central Africa, a w roku następnym pamiętnik zatytułowany Journal of a Second Expedition into the Interior of Africa.

## Podsumowanie
Prace badawcze Clapperona nie dały ostatecznej odpowiedzi na pytanie o bieg i źródła Nigru. Jednocześnie jednak jego wkład w badanie wnętrza kontynentu afrykańskiego należy uznać za znaczący. Był jednym z pierwszych Europejczyków, którzy dotarli do Jeziora Czad i jedynym w XIX wieku, który spenetrował ziemie całkowicie nieznane europejskim badaczom na pograniczu dzisiejszego Nigru i Nigerii. Jego zapiski pozwoliły badaczom na odkrycie zapomnianego ludu Hausa.
W latach trzydziestych XIX wieku Richard Lander wrócił do Afryki Zachodniej i udowodnił, że teoria Clappertona o ujściu Nigru do Zatoki Gwinejskiej jest prawdziwa.